# OL蔡桃桂
OL蔡桃桂為網路漫畫家RIVER的四格漫畫作品，於2003年開始於Yahoo!奇摩連載，單行本由台灣東販發售。內容敘述主角蔡桃桂在大間公司工作中的各種有趣事情。
值得一提的是，裡面所有的人物名稱多數都和食物有密切的關係（如蔡桃桂即台語蘿蔔糕的念法）

## 登場人物
蔡桃桂
本漫畫的主人翁，私立河流大學畢業，因已歿祖父的幫忙而進入大間國際事業股份有限公司工作，並在業務課擔任助理的工作。其最大的興趣便是打電動，且對於與電動遊戲有關的事情會特別起勁。愛慕竇輔在沒有豆腐的真實面貌（她稱他為鬥虎，只因當時竇輔台灣國語突然發作），被同事竇輔所暗戀。名字與閩南語的蘿蔔糕發音相同。
張瑜梢
大間公司業務專員，為章魚派師傅的女兒，因不想繼承父親的事業而轉頭到大間公司，其武功是全漫畫中數一數二的，但也因為如此而經常破壞公司中的物品。猜拳運氣很差。與小馬為情人關係。名字取自日本小吃章魚燒的中文讀音。在網路漫畫comico連載作品《難道長得不帥就只能當個好人嗎？》與小馬一起出現軍營。
艾鈺冰
業務課業務專員，同時也是位魔女，個性沉穩，為公司內些許男同事暗戀的對象。與海王子相戀。其名字與臺灣小吃「愛玉冰」的發音相同。
朱寫高
已婚的業務課課長，性格有點好色，擁有地中海型禿頭，因頭腦不好、領導能力不佳而被許多OL開玩笑（尤其是蔡桃桂）。其名字與臺灣小吃「豬血糕」的發音相同。
牛舞花
業務課業務專員，常對課長拍馬屁，仗著課長的權勢來欺壓弱小的同事。暗戀歐雷恩。其名字取自牛五花（牛的五花肉）。
田闐圈
大間公司台中分部經理，現年5歲。憑著神奇奶粉的力量，5歲便拿到了商學院博士學位，喜歡與蔡桃桂一同打電動。其名字取自甜甜圈。
言舒姬
業務課業務專員，是個家財萬貫的富家女（在金融海嘯使家中財產蒸發90%的情形下仍有100億的剩餘資產），而來工作的原因則是「用個比喻，我家就像是個黃金大鐵籠，誰會想住進去呢?」而來到大間公司。經常以放高利貸來剝削羅伯斯作為樂趣。其名字與臺灣小吃鹽酥雞的發音相同。
竇輔
業務課業務專員，做事效率高，常取得公司最佳業務員的殊榮。然而自身卻罹患了奇怪的豆腐症（臉部周圍會生長出看似豆腐的白色組織，可以吃，但味道如生臭豆腐，真相為模仿到艾鈺冰的魔法「物理防禦璧之術」），一直為其所困擾，暗戀課內的蔡桃桂，其豆腐臉下的真實面貌曾被張瑜梢及艾鈺冰所見（其實蔡桃桂早已知道，想到豆腐臉和真面目的竇輔的衣服、聲音和動作都一樣才察覺），現仍對蔡桃桂的愛不斷努力。其名字取自豆腐。
沙齊瑪
業務課業務專員，暱稱小馬，是一名師奶殺手，擁有一種能迷倒35歲以上女性的魅力（但對打掃歐巴桑無效，因其心理年齡僅18歲）。因為常常惹火張瑜梢而在長期的被痛打之下，終於練成了傳說奧義武術：金剛不壞，身體擁有超高的防禦力。其名字取自沙其瑪。在網路漫畫comico連載作品《難道長得不帥就只能當個好人嗎？》拍戲主演芭樂劇男主角趙漢青。
羅伯斯
業務課業務專員，因為時常在衝動之下購買不必要的昂貴物品，而又常常向言舒姬借錢，被言舒姬放高利貸，所以每月薪水不但被拿去還債而且還不夠，以至於欠債累累，窮到沒衣服穿（常以人體彩繪畫上衣服），午餐只吃半碗白飯澆肉汁。並且有收集美少女公仔的嗜好。與莎拉百惠相戀。其名字取自蘿蔔絲。
貓洱多
原任職會計課的會計員，在經理的特許下轉到了蔡桃桂等人工作的業務課，其性格多和貓咪（或者貓科動物）雷同。其名取自中國北方小吃貓耳朵。
歐雷恩
大間公司台中分公司的經理保鑣兼司機，常稱經理為「小少爺」，在其冷酷嚴肅的外表之下有顆溫柔體貼的心。喜歡可愛的貓咪娃娃。被牛舞花暗戀。有一妹妹"拿鐵"。名字取自於黑輪的閩南語發音。
莎拉·百惠
原為居住在深海的神秘人面魚，再被商人捕捉後被迫在水族館中展出，直到遇到羅伯斯而獲救。家中為海洋美容產品公司，也因此握有海洋產品代理權。現在則為大間公司的海洋產品行銷顧問，與羅伯斯為正式的情侶。其名字取百匯沙拉（總匯沙拉、什錦沙拉）。
蔡脯
蔡桃桂的阿公，即使已死但仍在人間默默的幫助孫女。不過性情極為好色，時常騷擾大間公司的OL，每年鬼月一定會出現，也因此多次被艾鈺冰擊退。其名字取自菜脯。
花支完
花枝派第三十六代繼承人，喜歡張瑜梢，格鬥實力與張瑜稍相當，但因其防禦力比張瑜稍高，而數次擊退張瑜梢。在父親的公司上班，但性格相當節儉，可能與父親給的薪水太少有關。其名字取自花枝丸。
拿鐵
歐雷恩的妹妹，名為LATTE，法屬圭亞那分公司業務四課女職員，現在擔任大間台中分公司的保全，性格衝動火爆、腦筋不太靈光，一心想打敗張瑜梢，來取得公司最強OL破壞王的頭銜，於是利用張瑜梢猜拳運氣差的弱點，研發出以猜拳來進行格鬥的一種格鬥方式。其名字取自拿鐵（也是目前作品中唯一與食物徹底同名的角色）。
海王子（探考‧朱勒排）
人魚王國的王子，原被指定與海豹王國的公主聯姻，在遇到艾鈺冰之後一切產生了極大變化，這個婚約也被取消了。現與艾鈺冰相戀，也常常幫助艾鈺冰施展難度極高的法術，其名字取自碳烤豬肋排。
打掃歐巴桑
本名不明，來歷也不明的大間公司清潔工，平常戴著耳機聽音樂，聽的音樂為地藏菩薩本願經。實際年齡為56歲，但心智年齡卻只有18歲，所以小馬的魅力對她完全無效。
米苔沐
艾鈺凍
江思
「RIVER's 543+」連載期間大間公司的新員工，上班第一天就遲到並被社畜殭屍咬到成為殭屍。其名字取自薑絲。

## 外部連結
- RIVER新浪部落（页面存档备份，存于）
- OL蔡桃桂相關人物介紹